# Was ist eine „relevante“ Übersetzung?
Was ist eine „relevante“ Übersetzung? (frz.: Qu’est-ce qu’une traduction «relevante»?) ist der Titel eines Vortrages des Philosophen Jacques Derrida, den er 1997 vor der Nationalversammlung der französischen Übersetzer in Arles in Südfrankreich hielt. Der Text widmet sich grundlegenden Fragen der Translatologie beziehungsweise Übersetzungstheorie und erschien erstmals gedruckt 1999 im Konferenzband Quinzièmes Assises de la Traduction Littèraire.
Der Text ist im Original mehrsprachig (Französisch, Englisch, Deutsch, Latein). Übersetzungen des Aufsatzes sind trotz seiner Bedeutung für die Translationswissenschaft selten. Der Übersetzungstheoretiker Lawrence Venuti hat den Text 2001 ins Englische übertragen.

## Inhalt
Derrida erklärt in seinem Text zunächst, inwiefern das Motiv der Übersetzung in William Shakespeares Stück Der Kaufmann von Venedig mehrmals auftritt. Zum Beispiel:
- In Szenen, in denen Verträge, Eide, Schwüre und Gerichtsbarkeit thematisiert werden, wird über performative Sprechakte Sprache in Realität „übersetzt“.
- Wenn es im Stück um Preise, Schulden und ähnliche ökonomische Fragen geht, so handle es sich im übertragenen Sinne um die Frage, in wie viel Geld ein Gegenstand „übersetzbar“ ist.
- Dadurch, dass das Stück ständig die Frage nach der adäquaten und gerechten Entscheidung beziehungsweise des fairen Vergleichs stellt, werden Körper und Schrift miteinander in Bezug gesetzt. Das gleiche der Frage, inwiefern Signifikat und Signifikant ineinander „übersetzbar“ und voneinander unterscheidbar seien.
- Wenn am Ende die Hauptfigur Shylock vom Judentum zum Christentum konvertiert, so handle es sich laut Derrida um eine konfessionelle „Übersetzung“.

Angesichts dessen entwickelt Derrida einen Vorschlag für eine französische Übersetzung eines Verses. Die Passage, in dem dieser Vers vorkommt, ist ein Teil aus der Rede The quality of mercy, die die Figur Portia in Akt 4 des Stückes hält. Derrida konzentriert sich hierbei vor allem auf den Teil: „When mercy seasons justice …“.
Für den Vers beziehungsweise insbesondere für das Verb „seasons“ schlägt er in seinem Aufsatz nun das französische relever vor: „Quand le pardon relève la justice“. Bedeutsam ist hier, dass das Französische Wort relevant eben nicht dem Englischen oder Deutschen relevant entspricht. Es ist ein Falscher Freund. Klassisch wäre das Französische re-lever eher als „aufstehen“ (rise) oder „(er)heben“ (raise, lift) zu verstehen. Zudem ist auch der Zusammenhang zwischen dem im Original verwendeten Verb „seasons“ und Derridas Vorschlag relever auf den ersten Blick nicht ersichtlich und erschließt sich erst nach einer ausschweifenden Erklärung.
Diese provokante Übel-Setzung nimmt Derrida zum Anlass, sein Argument zu untermauern, dass die Praxis des Übersetzens ein fundamentaler Bestandteil rechtlicher, konfessioneller, ökonomischer, politischer und sogar metaphysischer Prozesse sei. Dies erfolgt dadurch, dass er weitere Übersetzungspaare und -familien einführt. Beispielsweise analysiert Derrida die Mehrdeutigkeit des französischen pouvoir, welches sowohl als Kraft und Können, als auch als vermögen, geben sowie vergeben übersetzt werden kann. Diese gleichzeitige Anwesenheit mehrerer Bedeutungen deute laut Derrida auf einen Zusammenhang zwischen den verschiedenen Ebenen hin.
Mit seinen Überlegungen zu Shakespeares Theaterstück und den Begriffen relevance, relevant und relever versucht Derrida, sich dem Wesen der Sprache selbst in der von ihm mitgeprägten poststrukturalistischen bzw. dekonstruktivistischen Denkweise zu nähern. Das „unentscheidbare“ relevant nimmt hier eine ähnliche Rolle ein wie die Derrida’schen Prägungen différance oder supplement. Hierbei bewegen sich seine Gedanken immer in einem Spannungsfeld zwischen der durch Ferdinand de Saussure postulierten und von Derrida untermauerten Vorstellung, dass sprachliche Zeichen und ihre Entsprechungen in der Realität arbiträr und der Textsinn somit unabschließbar sind. Die Praxis der Übersetzung sucht nun aber gerade nach solchen Verbindungen und Sinnstrukturen, nach möglichst ökonomischen Ausdrucksweisen in der Zielsprache, und nach möglichst genauen, „korrekten“ Entsprechungen (bzw. „relevanten“ Übersetzungen). Daraus schlussfolgert Derrida, dass im Bereich der Übersetzung sensible Stellen der Semiotik besonders gut sichtbar werden können und dass sich vom Bereich der Übersetzungstheorie aus bedeutsame Erkenntnisse über Sprache ableiten lassen.

## Kontext
Innerhalb der Philosophie Jacques Derridas nimmt die Problematik des Übersetzens eine zentrale Rolle ein. Mit ihr hatte Derrida sich schon zuvor in einigen Beiträgen auseinandergesetzt, etwa diskutierte er Walter Benjamins Positionen zum Übersetzen in seinem Aufsatz Babylonische Türme (1997); aber auch Derridas Otobiographien (1980, übersetzt von Friedrich Kittler) und Ulysses Grammophon (1988) enthalten Reflexionen zur Übersetzung.
Derridas Vortrag über die „relevante“ Übersetzung wurzelt auch in Derridas Beschäftigung mit Edmund Husserl und Georg Wilhelm Friedrich Hegel. Derridas Verwendung von relever steht somit mit dem Hegelianischen Terminus der „Aufhebung“ in Verbindung.
Im selben Jahr, in dem Derrida seinen Vortrag zur Frage der „relevanten“ Übersetzung präsentierte, hielt er an der École des hautes études en sciences sociales in Paris Vorlesungen, die sich den Begriffen parjure (dt.: Meineid) und pardon (dt.: Vergebung) widmeten. Die Gegenüberstellung dieser beiden Begriffe, die durch die lateinischen Wurzeln und Silben -jure und -don die Sphäre des Rechtlichen mit der Sphäre der Gabe und Gnade – und somit einem (ökonomischen) Tausch – verbinden, bildet ebenfalls einen wesentlichen Kontext für Derridas Überlegungen.